# Легуюча домішка
Легуюча домішка (англ. dopant) — домішковий елемент, що вводиться в матеріал у дуже малій концентрації з метою зміни електричних параметрів або оптичних властивостей матеріалу. У випадку з кристалічними матеріалами, атоми домішок часто займають місце елементів, що містилися в кристалічній ґратці матеріалу. Цими матеріалами частіше за все є або кристали напівпровідників (кремній, германій, та ін.), що використовуються в твердотільній електроніці, або ж прозорі кристали, що використовуються для виготовлення різного типу лазерів. Однак, некристалічні матеріали, як наприклад скло, також можна легувати домішками для виготовлення лазерів.

## Донорні домішки
Донорна домішка —  домішка в напівпровідниковому кристалі стороннього хімічного елементу, атоми якого є акцепторами. Іонізація такої домішки призводить до переходу електрону в зону провідності або на рівень акцепторної домішки. Типовий приклад донорних домішок — домішки елементів V групи (Р, As, Sb, Bi) в елементарних напівпровідниках IV — Ge та Si. В складних напівпровідниках роль донорних домішок можуть відігравати атоми електрододатніх елементів (Cu, Zn, Cd, Hg та ін.), що є надлишковими відносно складу, що відповідає стехіометричній формулі напівпровідника. Введення донорної домішки надає цьому напівпровіднику електронну провідність, оскільки іонізація донорної домішки призводить до появи електронів у зоні провідності, що описується як перехід електрона в зону провідності з донорного рівня, що розташований в забороненій зоні.

## Акцепторні домішки
Акцепторна домішка (лат. acceptor — той, що приймає) — домішка у напівпровіднику, іонізація якої супроводжується захопленням електронів з валентної зони або з донорної домішки. Типовий приклад акцепторної домішки — атоми елементів ІІІ групи (В, Al, Ga, In) в елементарних напівпровідниках IV групи — Ge та Si. В складних напівпровідниках акцепторними домішками можуть бути атоми електровід'ємних елементів (О, S, Se, Те, С1 та ін.), що є надлишковими відносно складу, що відповідає стехіометричній формулі. Введення акцепторної домішки надає цьому напівпровіднику діркову провідність, таким чином іонізація акцепторної домішки призводить до появи дірок у валентній зоні, що описується як перехід електрона із валентної зони на рівень акцепторної домішки, що розташований в забороненій зоні.